# Surco (rodamiento)

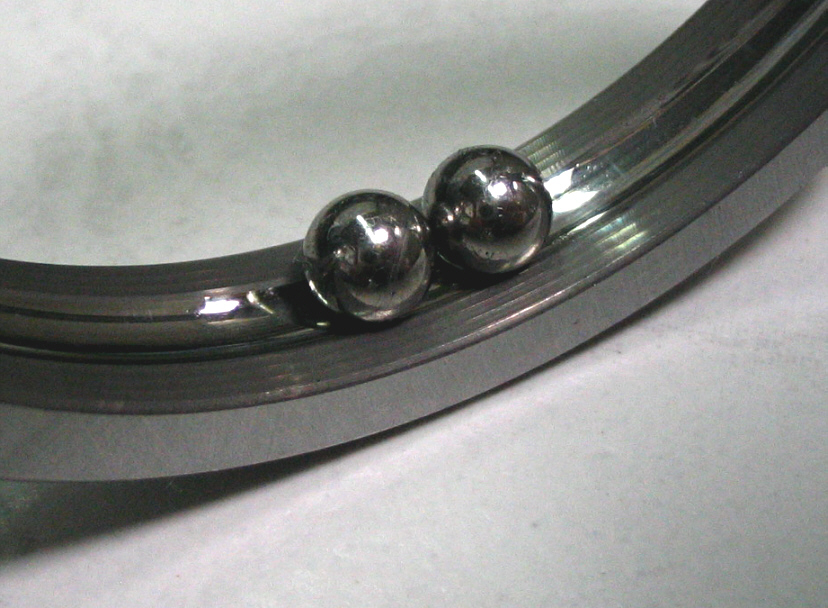
Surco exterior de un cojinete de bolas

Los surcos son unas acanaladuras realizadas en los casquillos de los rodamientos, por los que se desplazan sus elementos móviles, especialmente en el caso de las bolas. El de mayor diámetro se denomina «surco exterior», y el de menor diámetro, situado en el lado del eje, se conoce como «surco interior».

## Diseño
En el caso de los rodamientos de bolas, el rodamiento tiene surcos interno y externo y un juego de bolas. Cada casquillo del rodamiento es un anillo con una ranura sobre la que se apoyan las bolas. Por lo general, la ranura tiene una forma envolvente que permite que la bola encaje ligeramente en su interior. Así, en principio, cada bola toca cada surco en un solo punto. Sin embargo, una carga en un punto infinitamente pequeño causaría una presión de contacto infinitamente alta. En la práctica, la bola se deforma (aplana) ligeramente donde hace contacto con cada surco, un comportamiento similar al de un neumático que se aplana donde toca la carretera. El surco también se deforma ligeramente donde cada bola ejerce presión. Por lo tanto, el contacto entre la bola y el surco es de tamaño finito y se genera una presión finita. La bola deformada y el surco no ruedan suavemente por completo debido a que diferentes partes de la bola se mueven a diferentes velocidades a medida que rueda. Por lo tanto, aparecen fuerzas opuestas y movimientos de deslizamiento en cada contacto entre bola y surco. En general, estas fuerzas causan un efecto de arrastre en los cojinetes. Los surcos con ranura en "V" distribuyen la carga uniformemente sobre las bolas a medida que viajan en cuatro puntos de contacto, creando un efecto de rodadura en línea recta y disminuyendo la cantidad de fricción creada por un diseño de ranura redonda con un contacto total.
En algunas aplicaciones, los dos surcos pueden disponerse en placas paralelas al plano de las bolas, en lugar de en un casquillo interior y otro exterior. En este caso, los lados interior y exterior de las ranuras que forman cada surco deben tener diferentes ángulos con respecto a este plano, con un ángulo más pronunciado en la ranura interior y un ángulo menor en la ranura exterior, para que cada bola pueda girar correctamente sin resbalar.